# Mongoliets herrlandslag i bandy
Mongoliets herrlandslag i bandy spelade sitt första VM 2006 i Sverige. I sin första VM-match vann laget med 4-3 mot Estland på Ekvallens IP i Gustavsberg i Sverige den 1 februari 2006.
I VM 2007 i Ryssland spelade laget oavgjort i två matcher och förlorade tre, vilket gjorde att de kom sist i B-serien.
Vid VM 2008 i Ryssland förlorade laget fem matcher och vann en (Ungern), vilket gjorde att de kom näst sist i B-serien. Laget vann sedan också placeringsmatchen mot Ungern, vilket gjorde att de till slut slutade på tolfte plats i mästerskapet.
Man deltog med ett lag vid de Asiatiska vinterspelen 2011 i Kazakstan. Där ställdes man mot Kazakstan och Kirgizistan. Silvret där var Mongoliets främsta framgång hittills i Asiatiska vinterspelen i någon sport. Alla medaljörer belönades vid hemkomsten med utmärkelsen "Sport Glory" och kontanter.
Därefter slutade finansieringen av laget och det slutade att spela tills vidare. Säsongen 2013-2014 kom det igång igen och man har ställt upp i VM 2014, 2015 och 2016.

2024 spelade laget i vänskapsturneringen Two Lakes Cup mot representationslaget för Burjatien och mot Irkutsks polytekniska institut, i vilken första fasen spelades i Ryssland och den andra på Chövsgöl i Mongoliet.

## VM 2015
Truppen till Bandy-VM i Chabarovsk 2015
- Förbundskapten:  Balzhinnyam Monhbayar

| Målvakt |

| Pos. | Ålder            | Namn                   | Klubb          |
| ---- | ---------------- | ---------------------- | -------------- |
| Mv   | 22 december 1994 | Borhuu Ganholboo       | Hasin Huleguud |
| Mv   | 23 november 1988 | Bayarsaikhan Munkhbold | Mongoliet      |

| Utespelare |

| Pos. | Ålder             | Namn                       | Klubb          |
| ---- | ----------------- | -------------------------- | -------------- |
| F    | 23 oktober 1987   | Zorigt Batgerel            | Sharyn Gol     |
| F    | 29 december 1989  | Tseveen Gan-Ochir          | Sharyn Gol     |
| F    | 27 februari 1984  | Enkhbayar Ochirpurev       | Baganuur       |
| Mf   | 19 februari 1988  | Ganbaatar Tumurbold        | Mongoliet      |
| Mf   | 28 juni 1994      | Enkhbat Erdene             | Mongoliet      |
| Mf   | 30 december 1965  | Choyzhilzhav Purevdavaa    | Mongoliet      |
| Mf   | 5 februari 1994   | Tsogtoo Shinebayar         | Hasin Huleguud |
| Mf   | 7 juni 1987       | Davaadorj Mungunhuyag      | Baganuur       |
| Mf   | 18 september 1983 | Nyamsuren Bat-Erdene       | Hasin Huleguud |
| Mf   | 5 augusti 1986    | Batbold Munhbayar          | Hasin Huleguud |
| Mf   | 6 december 1985   | Tamir Gandbold             | Hasin Huleguud |
| A    | 29 maj 1984       | Zhargalsaikhan Ankhbayar   | Mongoliet      |
| A    | 14 mars 1986      | Bayarsaikhan Jargalsaikhan | Hasin Huleguud |
| A    | 6 april 1984      | Altangerel Ichinnorov      | Baganuur       |
| A    | 6 januari 1984    | Bayazhih Boldbayar         | Baganuur       |